# Небезпечний дотик
Небезпечний дотик (англ. Dangerous Touch) — американський трилер 1994 року.

## Сюжет
Аманда Грейс — розкішна білявка. Вона психоаналітик, автор бестселерів і ведуча нічного радіо — ток-шоу «Запитайте Аманду». Під її спокійним і незворушним зовнішнім виглядом ховається глибоко пристрасна жінка. З Амандою знайомиться таємничий залицяльник Мік і між ними зав'язується пристрасний роман. Використовуючи її неприборкані сексуальні пориви, Мік втягує Аманду в змову проти її пацієнта, ватажка одного зі злочинних угруповань. Гра в яку залучена Аманда, стає все більш небезпечною. Опинившись між двох вогнів і піддаючись шантажу, вона балансує на вістрі бритви, і будь-який невірний крок може коштувати їй життя.

## У ролях
- Кейт Вернон — Аманда Грейс
- Роберт Прентісс — Чарлі
- Білл Аллен — Слім
- Грег Стоун — Грем
- Берлінда Толберт — Саша Тейлор
- Шанті Кан — фанатка
- Макс Гейл — Джаспер Стоун
- Стейсі Буржуа — Шарон
- Лу Даймонд Філліпс — Мік Берроуз
- Адам Рорк — Роберт Тернер
- Карла Монтана — Марія
- Ефрен Фіжюра — власник будинку
- Ендрю Дівофф — Джонні
- Річард Д'Алессандро — Діно
- Монік Перент — Ніколь
- Айра Хейден — Бенні
- Майкл Велден — фанат
- Джанет Заппала — грає саму себе
- Джефф Нокс — Вейд
- Ірен Форрест — покоївка
- Мітч Пілледжі — Вінс
- Том Дуган — Фредді
- Дейл Дукко — офіціант